# Bądkowo (województwo zachodniopomorskie)
Bądkowo (z niem. Bandekow) – osada w Polsce położona w województwie zachodniopomorskim, w powiecie gryfickim, w gminie Płoty.
W latach 1946–1998 miejscowość administracyjnie należała do województwa szczecińskiego.
W obrębie ewidencyjnym Bądkowo, w oddziale leśnym 17c znajduje się buk zwyczajny, który w 2001 został uznany za pomnik przyrody. Obwód pnia drzewa wynosi 520 cm, wysokość 26 m, a wiek określono na ok. 160 lat. Obszar na którym rośnie buk należy do Leśnictwa Płoty i Nadleśnictwa Resko.
W środkowej części wsi znajduje się kościół Najświętszego Serca Pana Jezusa wybudowany w XVI w. z kamienia polnego oraz cegły. Przebudowany w XIX w. Została wówczas obniżona wieża oraz wykonano fasadę od strony wejścia do świątyni. Przed wojną znajdowała się tutaj protestancka parafia ewangelicka do której należeli mieszkańcy Kucerza (Kutzer), Łopianowa (Loppnow) i Smolęcina (Schmalentin). Po II wojnie światowej kościół został nadany społeczności katolickiej i poświęcony w 1946 roku. Należy do Parafii pw. Przemienienia Pańskiego w Płotach.

## Ludność[1]
W 2002 roku osada liczyła 15 mieszkalnych budynków, w nich 50 mieszkań ogółem, z nich 44 zamieszkane stale. Z 47 mieszkań zamieszkanych 25 mieszkań wybudowano przed 1918 rokiem i 22 — między 1918 a 1944 rokiem.
Od 152 osób 44 było w wieku przedprodukcyjnym, 59 — w wieku produkcyjnym mobilnym, 31 — w wieku produkcyjnym niemobilnym, 18 — w wieku poprodukcyjnym. Od 119 osób w wieku 13 lat i więcej 3 miało wykształcenie wyższe, 10 — średnie, 31 — zasadnicze zawodowe, 68 — podstawowe ukończone i 7 — podstawowe nieukończone lub bez wykształcenia.
W 2011 roku w osadzie żyło 177 osób, z nich 94 mężczyzn i 83 kobiet; 43 było w wieku przedprodukcyjnym, 74 — w wieku produkcyjnym mobilnym, 36 — w wieku produkcyjnym niemobilnym, 24 — w wieku poprodukcyjnym.